# Intercambio de estudiantes
Un intercambio de estudiantes, en ocasiones también llamado intercambio académico, es un programa en el que un estudiante, generalmente en la escuela secundaria, de nivel bachillerato o de educación universitaria, elige residir por un tiempo determinado en otro país para aprender -entre otras cosas- lengua y cultura. Estos programas se denominan así porque originalmente la meta era intercambiar estudiantes de países diferentes. Actualmente, no se requiere contraparte, de manera que un(a) estudiante puede obtener un período de estudio en otro país sin necesidad de que su familia albergue a su vez a alguien de otro país.[cita requerida]
Aunque la expansión de la dimensión internacional en la educación superior proviene desde la Edad Media, cuando el peregrinaje académico era una necesidad en vista del aún limitado número de universidades en Europa, el intercambio internacional como la figura que es hoy en día surge es como un producto del siglo XX 

## Funcionamiento
Los estudiantes viven con una familia que los hospeda, que habitualmente son voluntarios sin remuneración y pueden ser una familia tradicional, un padre solo o una pareja sin hijos. Las familias que hospedan son supervisadas por las organizaciones que crean y dirigen los programas. En Estados Unidos, el Departamento de Estado exige que cada miembro mayor de 18 años de una familia anfitriona cuente con certificado de buena conducta.
El intercambio de estudiantes se volvió popular después de la Segunda Guerra Mundial, y tiene el objetivo de ayudar a incrementar la comprensión y tolerancia por otras culturas de los participantes, así como mejorar sus conocimientos de uno o más idiomas y ampliar sus horizontes sociales.
Un estudiante de intercambio suele permanecer en el país anfitrión por un período relativamente corto, en general de seis a 10 meses, en contraste con programas o becas de estudio internacional, que pueden durar varios años.
Algunos estudiantes de programas de intercambio pueden obtener grados académicos de los países que los reciben. Es en esos casos cuando se utiliza el término intercambio académico.

## Programas largos

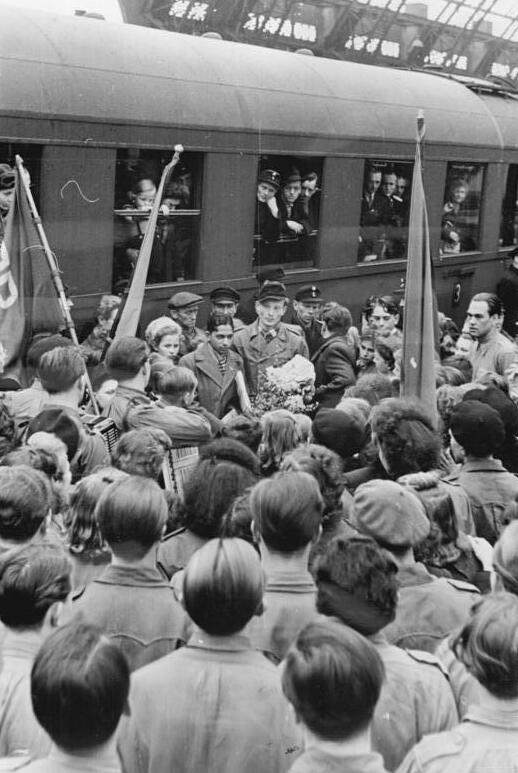
Entusiasta bienvenida ofrecida a los primeros estudiantes indios que arribaron a Dresde, Alemania, en 1951.

Se considera intercambio largo aquel que dura entre seis meses y un año. Los estudiantes asisten a clase en el país anfitrión con un visado estudiantil. Se espera que los huéspedes se integren con la familia anfitriona, que vivan allí como uno más, de los hijos e inmersos en la comunidad local, y que, cuando regresen a su país, puedan incorporar el conocimiento cultural adquirido en sus vidas diarias, así como relatar su experiencia a la institución promotora.
Varios de los programas requieren que los candidatos sean capaces de hablar en el idioma del país anfitrión, al menos en un nivel básico. La mayoría de los estudiantes de intercambio terminan dominando el lenguaje del país visitado, incluso en unos pocos meses.
Existen programas promovidos por organizaciones estatales, como el Congress-Bundestag Youth Exchange que mantienen las cámaras legislativas de Estados Unidos y Alemania. Prácticamente, ningún programa requiere actualmente un intercambio explícito, vale decir, que los hijos de la familia anfitriona viajen a su vez al extranjero. El objetivo global de intercambio es social y cultural, a fin de mejorar la comprensión entre culturas y las relaciones internacionales.

### Costos
El costo de los programas varía según su extensión, país, contenido y otros factores. La mayoría incluye seguros y manejo de otros riesgos, especialmente el cuidado de la salud. Algunos sistemas cubren todo el costo, incluidos los pasajes internacionales de ida y vuelta. La familia anfitriona se hace cargo de los gastos de alimentación y otros gastos menores durante la estadía del huésped.

### Proceso de inscripción
El proceso de inscripción para un programa de este tipo lleva aproximadamente una preparación de 10 meses. Los estudiantes que califican deben tener una edad comprendida por lo general entre los 13 y los 18 años, aunque algunos programas admiten estudiantes de más edad en programas especializados de estudio.
En general, los estudiantes pueden elegir el país de destino, pero no el lugar de residencia en el mismo.
Las familias interesadas en hospedar estudiantes de intercambio pueden tener o no hijos de la misma edad, pero en todos los casos deben complementar las condiciones que fija la entidad organizadora, que verifican especialmente el cumplimiento de las normas habituales de salud e higiene.

### Período de intercambio
Durante su estadía se promueve que los estudiantes concurran a la escuela y participen en todas las expresiones de la cultura extranjera, incluidos los pasatiempos y actividades de la familia anfitriona, y se les motiva a hacer amigos en el país de destino.
De igual forma, no tienen permitida la tenencia o consumo de drogas ni de alcohol y se les prohíbe manejar vehículos. Por razones de seguridad, los viajes dentro del país anfitrión pueden estar restringidos. La violación de cualquiera de estas condiciones puede dar como resultado el regreso inmediato del estudiante a su país de origen. Esto solamente si cuenta con un certificado de buena conducta y que sea con el solo objetivo de ir a estudiar y aprender una nueva lengua o la(s) cultura(s) del país al que llega.

## Programas cortos

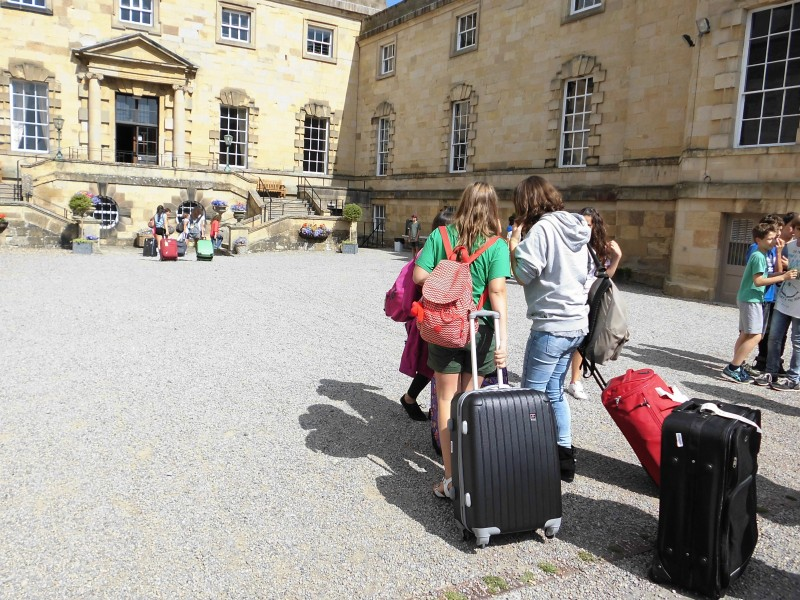
Grupo de estudiantes de intercambio en Inglaterra

Los programas de corta duración tienen lugar durante los meses de verano. Los estudiantes no asisten a la escuela y reciben, en cambio, una introducción al idioma del país anfitrión, con énfasis en las actividades turísticas, el voluntariado y el aprendizaje cultural.
A su regreso, deben ofrecer una breve presentación explicativa de su experiencia. Este programa es muy popular entre estudiantes estadounidenses en la época de vacaciones escolares. Instituciones como IAESTE, AIESEC, Kiwanis y el Club de Leones ofrecen este tipo de programas. El Rotarios organiza un programa denominado ROSE, donde hay un intercambio de dos estudiantes al mismo tiempo y llegan a su fin

## importancia
Los programas de intercambio buscan promover la consolidación, expansión e internacionalización de la ciencia y la innovación técnico-científica. El intercambio estudiantil es, además, una oportunidad única de enriquecimiento educativo y cultural, ya que ofrece ventajas como ampliar el conocimiento de una disciplina en un sistema educativo distinto, con diferencias culturales que enriquecen la experiencia académica; crear conciencia de la dimensión nacional o internacional; desarrollar habilidades lingüísticas, así como nuevas habilidades sociales; prepararse para el trabajo en un ambiente multicultural y con condiciones sociales diversas, etc.
Los Programas de intercambio académico representan una fortaleza en la construcción de relaciones interregionales e internacionales, permitiendo que tanto regiones dentro de un país como diferentes países tengan un mayor acercamiento y construya metas comunes